# Crucible Theatre

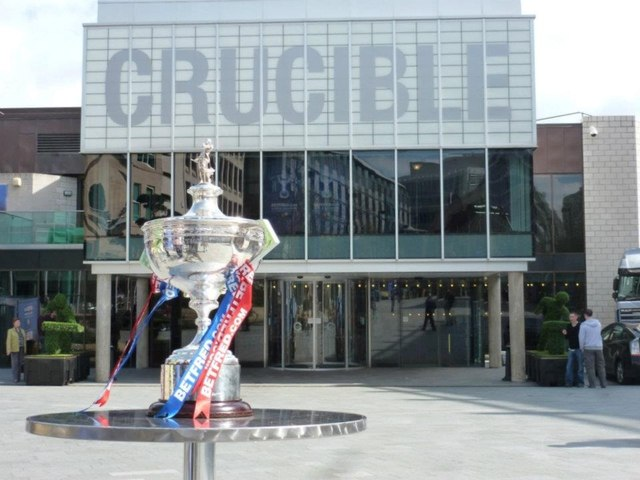
Crucible Theatre, met op de voorgrond de beker van het wereldkampioenschap snooker

Het Crucible Theatre is een theater in de Britse stad Sheffield. Het is een productietheater, wat betekent dat de voorstellingen er zowel worden geschreven en geproduceerd als worden uitgevoerd.
Het gebouw werd in 1971 ontworpen door architecte Tanja Mojseiwitsj, het werd gebouwd door het bedrijf M J Gleeson. 
Het theater heeft een open ¾ podium, wat betekent dat het publiek aan drie zijden om het podium heen zit. Aan de vierde zijde bevindt zich het backstagegedeelte. Het theater biedt plaats aan 980 toeschouwers.
Sinds 1977 wordt in het Crucible Theatre jaarlijks het wereldkampioenschap snooker georganiseerd.